# Anthene pericles
Anthene pericles är en fjärilsart som beskrevs av Fabricius 1793. Anthene pericles ingår i släktet Anthene och familjen juvelvingar. Inga underarter finns listade i Catalogue of Life.